# Hegyháthodász
Hegyháthodász je vas na Madžarskem, ki upravno spada pod podregijo Körmendi Železne županije.